# Witte Kerkje (Groet)
Het Witte Kerkje is de oude Nederlands Hervormde kerk in het dorp Groet in de gemeente Bergen in Noord-Holland. De kerk, die op een terp (heuvel) staat, is eenbeukig en heeft een tongewelf. De kerktoren, met een achthoekige spits, is van hout.

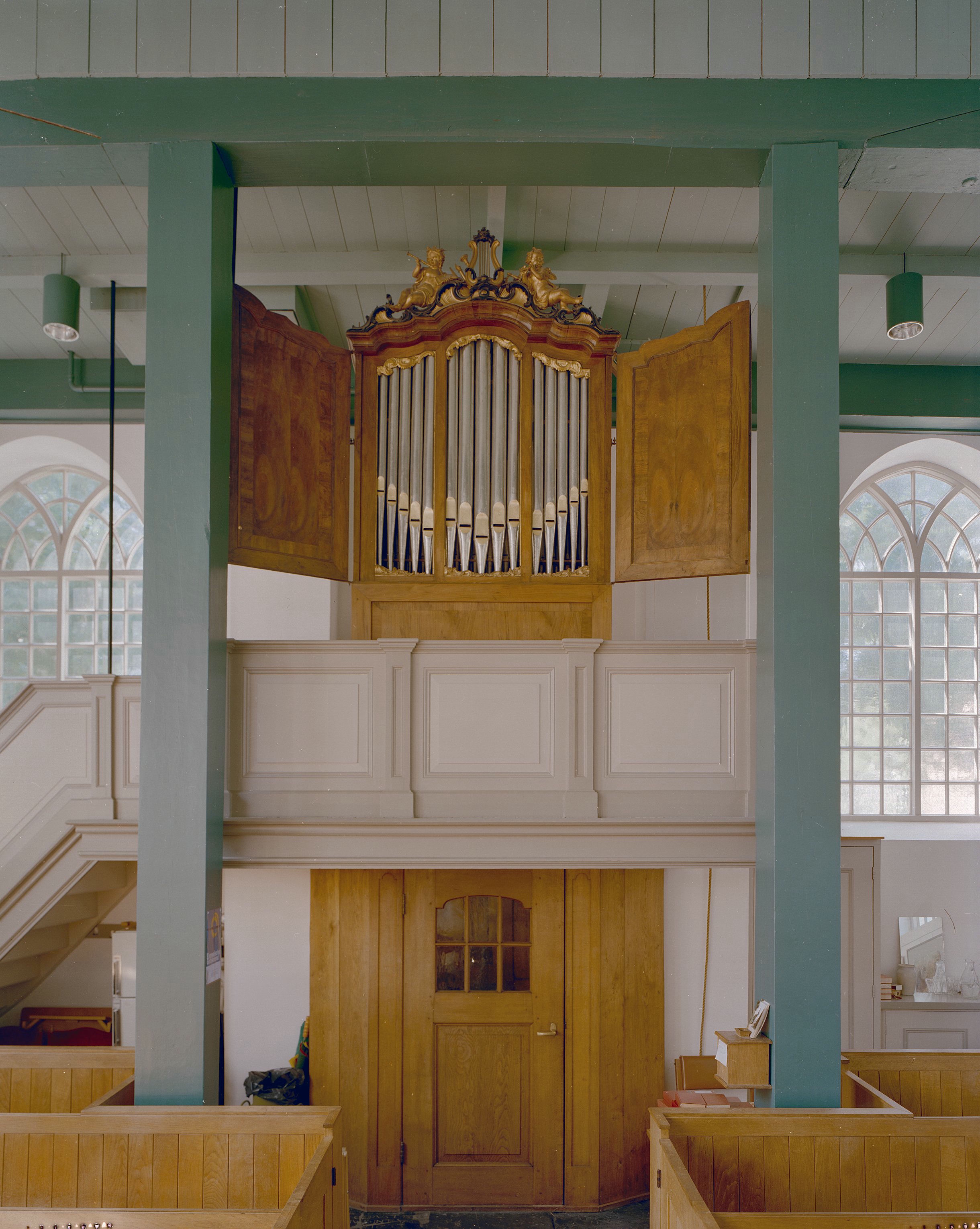
Het orgel

Er is sinds 1913 een kabinetorgel, een klein kerkorgel. De kast en een deel van de pijpen dateren van 1750.
Vanaf 1805 hebben de Nederlands Hervormden van Groet en Schoorl één voorganger die de ene zondag in het ene en de andere zondag in het andere dorp preekt.
Eind 20e eeuw gingen de hervormden en gereformeerden (weer) samen. Tegenwoordigt valt de kerk onder de Protestantse Gemeente Schoorl-Groet-Camp.
De kerk en de toren (en de Witte Huisjes) zijn sinds 1972 erkend en beschermd als rijksmonument.

## Witte Huisjes
Tegenover de kerk staat een historisch gebouw, bekend als de Witte Huisjes. De verschillende delen van het gebouw hebben diverse functies gehad: als woning, raadhuis en gevangenis. Sinds het eind van de 20e eeuw is de protestantse gemeente ook eigenaar hiervan.